# Либурн (футбольный клуб)
«Либу́рн» (фр. Libourne) — французский футбольный клуб из одноимённого города. Основан в 1998 году. Выступает в лиге Насьональ 3 — пятый французский дивизион.

## История
Футбольный клуб «Либурн» был основан в 1935 году Жоржем Кани. В 1965 году был построен стадион клуба — «Жан Антуан Муэ», названный в честь президента клуба, 40 лет возглавлявшего клуб. В сезоне 1979/80 новым президентом становится Ален Донне, клуб начинает выступать во втором дивизионе. Несмотря на удачное начало (победа над «Авиньоном»), следующие игры были не столь удачны и клуб долгое время находился на грани вылета. В сезоне 1987/88 клуб возвращается во второй дивизион. Летом 1998 года произошло слияние двух клубов, в результате чего был создан «Либурн-Сен-Сёрин», президентом которого стал Пьер Теста.
В своём первом сезоне 1999/00 клуб упустил шанс попасть непосредственно в Насьональ, завершив любительский чемпионат на 5-м месте в группе С. В сезоне 2002/03 клуб переходит в Насьональ, в 2006—2007 выступает в Лиге 2. В следующем сезоне «Либурн-Сен-Сёрен» вылетает обратно в Насьональ. С 2008 года «пингвины» безуспешно пытаются выбраться во Лигу 2. В 2009 году клуб сменил старое название «Либурн Сен-Сёрен» на «Либурн». Падение продолжилось, клуб опустился на региональный уровень. В 2017 и 2020 годах повышался до лиги Насьональ 3.